# Al Smith (ishockeymålvakt)
Allan Robert "Al" Smith, född 10 november 1945, död 7 augusti 2002, var en kanadensisk professionell ishockeymålvakt som tillbringade tio säsonger i den nordamerikanska ishockeyligan National Hockey League (NHL), där han spelade för Toronto Maple Leafs, Pittsburgh Penguins, Detroit Red Wings, Buffalo Sabres, Hartford Whalers och Colorado Rockies. Han släppte in i genomsnitt 3,46 mål per match och hade tio nollor (match utan insläppt mål) på 231 grundspelsmatcher.
Smith spelade också för New England Whalers i World Hockey Association (WHA); Victoria Maple Leafs, Vancouver Canucks och California Seals i Western Hockey League (WHL); Rochester Americans, Baltimore Clippers och Springfield Indians i American Hockey League (AHL); Tulsa Oilers i Central Professional Hockey League (CPHL)/Central Hockey League (CHL) samt Toronto Marlboros i OHA-Jr.
Han ingick i truppen och spelade fåtal matcher för Toronto Maple Leafs, när de vann Stanley Cup, för säsongen 1966–1967. Smith vann även Avco World Trophy för säsongen 1972–1973.